# Мельвиль, Андрей Юрьевич
Андре́й Ю́рьевич Мельви́ль (род. 8 мая 1950, Москва) — советский и российский политолог, руководитель Департамента политической науки НИУ ВШЭ (до 2014 года — факультет прикладной политологии) с июля 2010 по август 2019 года, декан Факультета социальных наук НИУ ВШЭ с 2014 по 2024 год. Научный руководитель Факультета социальных наук НИУ ВШЭ с 2020 года. Доктор философских наук, профессор. Заслуженный деятель науки Российской Федерации.

## Биография[2]
Сын философа Ю. К. Мельвиля (1912—1993).
В 1972 году с отличием окончил философский факультет МГУ им. М. В. Ломоносова по специальности «Философия» и с квалификацией «Философ, преподаватель философии и обществоведения». В 1975 году окончил аспирантуру Института философии АН СССР под руководством Н. В. Мотрошиловой.
В 1977 году получил учёную степень кандидата философских наук, защитив в Институте философии АН СССР диссертацию на тему «Эволюция социально-философских идей современного левого радикализма».
В 1986 году стал доктором философских наук, защитив в МГУ диссертацию на тему «Классовая сущность и социальные функции консерватизма в идейно-политической жизни США».
C 1975 по 1989 год — научный сотрудник Института США и Канады АН СССР. 
С 1989 по 2009 год — профессор МГИМО.  В 1991—1999 годах заведовал там кафедрой политологии/сравнительной политологии. Основатель и первый декан (1998—2004) факультета политологии МГИМО. В 1999—2009 был проректором по научной работе МГИМО.
Член Комиссии по правам человека при Президенте РФ (1997—2002)
В 2007 году присвоено звание почетного доктора Российского государственного университета им. Иммануила Канта.
С 2009 года — профессор Факультета прикладной политологии Высшей школы экономики (в 2014 году был реорганизован в Департамент политической науки Факультета социальных наук, в 2019 году — в Департамент политики и управления Факультета социальных наук), преподаёт такие курсы, как «Категории политической науки», «"Законы" политической науки», «Современная политическая наука», «Многомерные типологии политических систем государств мира» и другие. С 2010 по 2014 год — декан факультета прикладной политологии ВШЭ. С 2014 по 2024 год — декан Факультета социальных наук ВШЭ. С 2020 года — научный руководитель Факультета социальных наук ВШЭ. С 2010 года — Председатель Диссертационного совета по политологии при ВШЭ. Лучший преподаватель ВШЭ – 2015.

#### Прочие звания и должности
- Visiting Professor, Университет Бергена, Норвегия (1997 и 1999)
- Visiting Professor, Университет Беркли, США (1992 и 1994)
- Председатель Правления Мегапроекта «Развитие образования в России», ИОО (Фонд Сороса) — Москва (1998—2003)
- Член Правления по образованию ИОО (Фонд Сороса)—Будапешт (2000—2002)
- Член Попечительского совета ИНО-центра (Информация, наука, образование) (2002 — н.в.)
- Член редколлегии журнала «Journal of International Studies» (2000 — н.в.)
- Член Редакционного совета журнала «Космополис» (2002 — н.в.)
- Член Академии политической науки (2000 — н.в.)
- Член Президиума Академии политической науки (2001 — н.в.)
- Президент Академии политической науки (2003 — н.в.)
- Вице-Президент Российской ассоциации политической науки (1997—2000)
- Член Научного совета Российской ассоциации политической науки (2000 — н.в.)
- Вице-Президент Российской ассоциации международных исследований (1999 — н.в.)
- Вице-Президент Российской ассоциации содействия ООН (1997—2002)
- Первый зам. председателя Федерации мира и согласия (1995—1998)
- Член редколлегии журнала «ПолИс» (1996—2000)
- Член редакционного совета журнала «ПолИс» (2000—2002.)
- Член редакционного совета журнала «Полития».
- Член международного консультативного совета журнала «Полис» (2002 — н.в.)
- Директор Центра международных проектов (1989—1994)

## Основные работы
Монографии, сборники, брошюры
1. Политология. Учебник (автор концепции, руководитель авторского коллектива и соавтор). М.: МГИМО(У), Проспект, 2011. — С. 624. ISBN 978-5-392-00557-4.
2. Категории политической науки. Учебник (автор концепции, руководитель авторского коллектива и соавтор). Москва: РОССПЭН, 2002.
3. Проблемы политической трансформации и модернизации России (отв. ред.). Москва: МОНФ, 2001.
4. Трансформация российских региональных элит в сравнительной перспективе (отв. ред.). Москва: МОНФ, 1999.
5. Демократические транзиты (теоретико-методологические и прикладные аспекты). Москва: МОНФ, 1999.
6. Внешние и внутренние факторы демократических транзитов. Москва: МГИМО, 1999.
7. Трансформация российских региональных элит в сравнительной перспективе. Материалы международного семинара (отв. ред.). Москва: МОНФ, 1999.
8. Россия: десять вопросов о самом важном (в соавторстве). Москва: Московский центр Карнеги, 1997
9. Глобальные социальные и политические перемены в мире. Материалы российско-американской конференции (отв. ред.). Москва: ФМС, 1997.
10. Религия и миротворчество (Северный Кавказ). Материалы конференции (отв. ред.). Москва: ФМС, 1995.
11. The Glasnost Papers (со-edited with Gail Lapidus and co-authored). Boulder: Westview Press, 1990.
12. How Do We See Each Other? Moscow: APN, 1988.
13. Conservatism in US Ideology and Politics. Moscow: Progress Publishers, 1986.
14. США — сдвиг вправо? Москва: Наука, 1986.
15. Идеологическая стратегия США в международных отношениях (в соавторстве). Москва: Международные отношения, 1985.
16. США — консервативная волна (отв. ред.). Москва: Прогресс, 1984.
17. Контркультура и «новый» консерватизм (в соавторстве с К. Э. Разлоговым). Москва: Искусство, 1981.
18. Political Consciousness in the USA (co-authored with Yuri Zamoshkin). Moscow: Progress, 1980.
19. 200-летие США и идейная борьба (в соавторстве). Москва: ИСКАН, 1977.
20. Современное политическое сознание в США (в соавторстве). Москва: Наука, 1976.
21. Социальная философия современного американского консерватизма. Москва: Политиздат, 1976.

Автор более 150 статей, глав в сборниках и докладов.